# Athous phylander
Athous phylander là một loài bọ cánh cứng trong họ Elateridae. Loài này được Tottenham miêu tả khoa học năm 1948.